# Skarðsheiði
Skarðsheiði är ett berg norr om Reykjavik, vid sjön Skorradalsvatn, på Island. Det utgörs av en slocknad vulkan och är 1054 meter högt. Skarðsheiði ligger mellan de båda bergen Akrafjall och Esja.